# はだか電球 (お笑いコンビ)
はだか電球（はだかでんきゅう）は、吉本興業大阪本社で活動していた漫才コンビ。2004年5月結成、2010年7月解散。共に大分県出身。

## メンバー
- 後藤 征平（ごとう しょうへい、1984年4月21日（40歳）- ）　
ボケ担当。
立ち位置、右。
血液型はA型。
大阪NSC26期生。
2010年12月に落語家の月亭遊方に弟子入りし、「月亭太遊」を名乗る。
- 山下 吉宗（やました よしむね、1984年4月15日（40歳）- ）
ツッコミ担当。
立ち位置、左。
血液型はB型。

## 略歴
2004年5月結成。2005年のABCお笑い新人グランプリでは本戦へ進出。2004年・2007年のM-1グランプリ、2009年のキングオブコント、2006年のR-1ぐらんぷり（後藤のみ）にて準決勝へ進出し、結成して間もなく賞レースで成績を残す。また、狂言の要素を取り入れた漫才などを行っていた。2010年7月にコンビを解散した。

## 受賞歴
- M-1グランプリ2004 準決勝進出
- M-1グランプリ2007 準決勝進出
- R-1ぐらんぷり2006 準決勝進出（後藤）
- キングオブコント2009 準決勝進出
- 第26回ABCお笑い新人グランプリ新人賞